# Asthenes pyrrholeuca
Asthenes pyrrholeuca е вид птица от семейство Furnariidae.

## Разпространение
Видът е разпространен в Аржентина, Боливия, Чили, Парагвай и Уругвай.